# USS Earle B. Hall (APD-107)
USS Earle B. Hall (APD-107) là một tàu vận chuyển cao tốc lớp Crosley, nguyên được cải biến từ chiếc DE-597, một tàu hộ tống khu trục lớp Rudderow, và đã phục vụ cùng Hải quân Hoa Kỳ trong Chiến tranh Thế giới thứ hai. Nó là chiếc tàu chiến duy nhất của Hải quân Hoa Kỳ được đặt cái tên này, theo tên hạ sĩ quan kỹ thuật Earle B. Hall (1919-1941), nhân viên phi hành từng phục vụ cùng không lực của Hạm đội Á Châu, đã tử trận trong một phi vụ tuần tra tại đảo Jolo, Philippines vào ngày 27 tháng 12, 1941 và được truy tặng Huân chương Không lực. Nó đã phục vụ cho đến khi chiến tranh kết thúc, xuất biên chế năm 1946, rồi được huy động trở lại để phục vụ trong hai giai đoạn:từ năm 1950 đến năm 1957, và từ năm 1960 đến năm 1965. Con tàu cuối cùng bị bán để tháo dỡ vào năm 1966.

## Thiết kế và chế tạo
Thiết kế của lớp Crosley dựa trên việc cải biến lớp tàu hộ tống khu trục Rudderow. Cấu trúc thượng tầng con tàu được mở rộng, đồng thời tháo dỡ bớt vũ khí trang bị để lấy chỗ bố trí nơi nghỉ cho 162 binh lính được vận chuyển cùng khoảng 40 tấn trang bị. Hệ thống động lực tương tự như với các lớp Buckley và Rudderow; là kiểu động cơ turbine-điện General Electric, cung cấp điện năng cho mô-tơ điện để dẫn động hai trục chân vịt.
Dàn vũ khí được giữ lại bao gồm một khẩu pháo 5 inch (130 mm)/38 cal bố trí một phía trước mũi; ba khẩu đội pháo phòng không Bofors 40 mm nòng đôi và sáu pháo phòng không Oerlikon 20 mm; vũ khí chống ngầm gồm hai đường ray Mk. 9 để thả mìn sâu. Thủy thủ đoàn đầy đủ bao gồm 15 sĩ quan và 168 thủy thủ; và con tàu được bố trí tiện nghi để vận chuyển 12 sĩ quan cùng 150 binh lính đổ bộ.
Earle B. Hall được đặt lườn như là chiếc DE-597 tại Xưởng tàu Bethlehem-Hingham ở Hingham, Massachusetts vào ngày 9 tháng 1, 1944. Nó được hạ thủy vào ngày 1 tháng 3, 1944, được đỡ đầu bởi bà William Thomas Hall, mạ của hạ sĩ quan Hall. Đang khi được hoàn thiện, con tàu được xếp lại lớp như một tàu vận chuyển cao tốc vào ngày 17 tháng 7, 1944, mang ký hiệu lườn mới APD-107, và nhập biên chế cùng Hải quân Hoa Kỳ vào ngày 15 tháng 5, 1945 dưới quyền chỉ huy của Hạm trưởng, Thiếu tá Hải quân Edward J. Haddon.

## Lịch sử hoạt động

### 1945 - 1946
Sau khi hoàn tất việc chạy thử máy huấn luyện tại khu vực vịnh Guantánamo, Cuba, Earle B. Hall được chuẩn bị để điều động sang khu vực Mặt trận Thái Bình Dương. Nó khởi hành từ Norfolk, Virginia, nhưng vẫn đang trên đường đi khi Nhật Bản chấp nhận đầu hàng vào ngày 15 tháng 8, 1945 giúp chấm dứt vĩnh viễn cuộc xung đột.
Đi đến San Diego, California vào ngày 17 tháng 8, Earle B. Hall đón lên tàu 90 hành khách để vận chuyển sang Trân Châu Cảng, và đi đến Hawaii vào ngày 12 tháng 9. Con tàu tiếp tục đi đến Okinawa vào ngày 28 tháng 9, và trong khi các xuồng đổ bộ của nó được cải biến cho nhiệm vụ quét mìn ở vùng nước nông, nó vận nchuyển nhân sự và thiết bị quét mìn từ vịnh Buckner, Okinawa đến Sasebo và băng qua eo biển Bungo. Sang tháng 12, khi các xuồng đổ bộ quay trở lại tàu, nó lên đường đi Wakayama ở vùng phụ cận Osaka, đến nơi vào ngày 14 tháng 12. Nó làm nhiệm vụ hỗ trợ tiếp liệu và quét thủy lôi tại các vùng nước nông của biển nội địa Seto, đặc biệt là tại cảng Kobe.
Lên đường quay trở về Hoa Kỳ, Earle B. Hall khởi hành vào ngày 25 tháng 2, 1946, đi ngang qua Eniwetok, Trân Châu Cảng và San Francisco, California trước khi về đến Boston, Massachusetts vào ngày 9 tháng 4. Con tàu được cho xuất biên chế vào ngày 27 tháng 9, 1946 và được đưa về Hạm đội Dự bị Đại Tây Dương, neo đậu tại Mayport, Florida.

### 1950 - 1957
Sau khi Chiến tranh Triều Tiên bùng nổ, Earle B. Hall được cho nhập biên chế trở lại vào ngày 7 tháng 12, 1950 dưới quyền chỉ huy của Hạm trưởng, Trung tá Hải quân William H. Mack. Nó khởi hành từ Jacksonville, Florida vào ngày 19 tháng 12 để đi đến cảng nhà Norfolk, Virginia; và sau khi được huấn luyện ôn tập, nó rời Norfolk vào ngày 29 tháng 5, 1951 cho một chuyến đi lên phía bắc kéo dài ba tháng để phục vụ tiếp liệu cho các căn cứ như Grønnedal, Greenland. Khi quay trở về Norfolk, nó huấn luyện đổ bộ phối hợp cùng lực lượng Thủy quân Lục chiến ngoài khơi Onslow Beach, North Carolina và tại vùng biển Caribe.
Earle B. Hall rời Norfolk vào ngày 22 tháng 4, 1953 cho một lượt biệt phái sang phục vụ tại Địa Trung Hải cùng Đệ Lục hạm đội, rồi quay trở về Norfolk vào ngày 26 tháng 10. Các hoạt động tại chỗ ngoài khơi Virginia Capes được tiếp nối, xen kẻ với hai chuyến đi đến Key West, Florida và Havana, Cuba cùng các đợt diễn tập đổ bộ phối hợp với lực lượng Thủy quân Lục chiến tại vùng biển Caribe. Nó khởi hành vào ngày 17 tháng 6, 1955 cho một chuyến đi thực tập mùa Hè dành cho học viên sĩ quan, viếng thăm Azores; Lisbon, Bồ Đào Nha; và Cádiz, Tây Ban Nha trước khi quay trở về Norfolk vào ngày 15 tháng 7. Con tàu tiếp tục hoạt động dọc theo vùng bờ Đông và vùng biển Caribe cho đến ngày 13 tháng 9, 1957, khi nó lại được cho xuất biên chế và được đưa về thành phần dự bị.

### 1961 - 1965
Tình hình quốc tế căng thẳng do vụ Khủng hoảng Berlin vào các năm 1951-1952 đã khiến cho Earle B. Hall được tái biên chế trở lại một lần nữa vào ngày 29 tháng 11, 1961 tại Xưởng hải quân New York ở Brooklyn, New York dưới quyền chỉ huy của Hạm trưởng, Thiếu tá Hải quân Clarence E. Bolger. Tổng thống John F. Kennedy đã thị sát con tàu trong chuyến viếng thăm Norfolk vào các ngày 13 và 14 tháng 4, 1962. Sau đó nó lên đường đi đến đảo Vieques ngoài khơi Puerto Rico, để tham gia một cuộc tập trận phối hợp giữa Hải quân và Thủy quân Lục chiến, với sự tham gia của 83 tàu chiến và bao gồm một cuộc đổ bộ lên đảo Vieques. Khi xảy ra vụ Khủng hoảng tên lửa Cuba vào năm 1962, con tàu đã tham gia vào lực lượng hải quân tiến hành "cô lập" Cuba từ ngày 10 tháng 10 đến ngày 7 tháng 12.
Vào mùa Thu năm 1964, Earle B. Hall bị hỏng nặng hệ thống động lực và được xem không thể tiếp tục hoạt động; vì vậy tàu chị em Kirwin (APD-90) được lựa chọn để thay thế, và được kéo đến Căn cứ Đổ bộ Hải quân Little Creek, Virginia Beach, Virginia vào ngày 30 tháng 11, neo đậu bên cạnh Earle B. Hall. Thủy thủ đoàn bắt đầu chuẩn bị cho Kirwin tái hoạt động, rồi đến ngày 15 tháng 1, 1965, Kirwin được cho tái biên chế trở lại, đồng thời Earle B. Hall được cho xuất biên chế.  Tên của Earle B. Hall được cho rút khỏi danh sách Đăng bạ Hải quân vào ngày 1 tháng 2, 1965, và con tàu bị bán để tháo dỡ vào ngày 28 tháng 1, 1966.

## Phần thưởng
Nguồn: Navsource Naval History
|  |  |  |
|  |  |  |
|  |  |  |

| Huân chương Viễn chinh Hải quân         |                                               |                                           |
| Huân chương Chiến dịch Hoa Kỳ           | Huân chương Chiến dịch Châu Á-Thái Bình Dương | Huân chương Chiến thắng Thế Chiến II      |
| Huân chương Phục vụ Chiếm đóng Hải quân | Huân chương Phục vụ Phòng vệ Quốc gia         | Huân chương Viễn chinh Lực lượng Vũ trang |